# Йозеф Якобс
Йозеф Карл Петер Якобс (Josef Carl Peter Jacobs; 15 травня 1894, Мух — 29 липня 1978, Мюнхен) — німецький льотчик-ас і підприємець, лейтенант Імперської армії, майор резерву люфтваффе. Кавалер ордена Pour le Mérite.

## Біографія
Якобс вчився літати ще в 1912 році. Коли почалася Перша світова війна, він записався у німецьку військову авіацію і проходив підготовку на пілота в 9-му запасному льотному дивізіоні. Після закінчення навчання призначений в 11-й льотний дивізіон. В 1916 році літав на винищувачах Fokker Е.III в ескадрильї «Фоккерів» «Захід».
Дата його першої перемоги неясна. Якобс оголосив про свою першу перемогу над аеростатом 22 березня 1916 року, але дата, вигравірувана на його Почесному кубку, зовсім інша — 12 травня 1916 року. Ескадрилья «Фоккерів» «Захід» послужила базою для формування 12-ї винищувальної ескадрильї, але через місяць після її створення, 25 жовтня 1916 року, Якобс перейшов у 22-гу винищувальну ескадрилью до свого друга оберлейтенанта Еріха Гонеманнса, який командував цією ескадрильєю.
Взимку 1916/17 року він також служив інструктором в 1-му училищі винищувальної авіації. 2 серпня 1917 року, коли його бойовий рахунок досяг п'яти перемог, Якобс став командиром 7-ї винищувальної ескадрильї і залишався на цій посаді до кінця війни. На початку 1918 р. він отримав триплан Fokker і літав на машинах цього типу — як правило, пофарбованих у чорний колір — до жовтня 1918 року. З більш ніж 30 перемогами, здобутими на триплані, він став найрезультативнішим асом, що літав на цьому літаку. Він зумів вижити у двох повітряних зіткненнях з іншими німецькими літаками.
Всього за час бойових дій здобув 48 перемог, ще 11 залишились непідтвердженими. Разом з Вернером Фоссом Якобс став четвертим за кількістю перемог німецьким асом Першої світової війни.
В 1919 році Якобс бився проти комуністів на Балтиці разом із Теодором Остеркампом і Готтардом Заксенбергом, а пізніше став льотним інструктором у турецькій армії.
Якобс обіймав посаду директора підприємств «Адлер», а згодом, на початку 1930-х роках, став власником авіаційного заводу в Ерфурті. Продовжуючи займатися авіацією, водночас брав безпосередню участь у змаганнях з бобслею, а також в автоперегонах та змаганнях на моторних катерах. Він не підтримував ідеї НСДАП, а тому не вступив в люфтваффе, хоча й отримав звання майора резерву. Більше того, Якобс перевіз свою компанію в Нідерланди і навіть певний час переховувався від Германа Герінга, що його розшукував, оскільки Якобс відмовив йому у можливості стати головним акціонером його фірми.
Після Другої світової війни знаменитий льотчик став президентом Німецької асоціації бобслею, відкрив власну фірму з промислового використання підйомних кранів і надав дуже велику допомогу історикам повітряної війни періоду Першої світової. Був похований у Мюнхені з військовими почестями.

## Нагороди
- Нагрудний знак військового пілота (Пруссія) (1 серпня 1915)
- Залізний хрест
  - 2-го класу (10 вересня 1915)
  - 1-го класу (19 травня 1916)
- Загальний почесний знак «За заслуги 1914» в сріблі з мечами (Велике герцогство Саксен-Веймар-Ейзенахське; 6 лютого 1916)
- Почесний кубок для переможця у повітряному бою (25 травня 1916)
- Військовий хрест Фрідріха-Августа (Ольденбург) 2-го класу
- Ганзейський хрест (Гамбург; 11 серпня 1916)
- Орден дому Саксен-Ернестіне, лицарський хрест 2-го класу з мечами
- Орден Білого Сокола, лицарський хрест 2-го класу з мечами
- Нагрудний знак польового пілота (Австро-Угорщина)
- Королівський орден дому Гогенцоллернів, лицарський хрест з мечами (3 серпня 1917)
- Почесний хрест (Ройсс) 3-го класу з мечами (вересень 1917)
- Pour le Mérite (18 липня 1918)
- Нагрудний знак «За поранення» в сріблі
- Пам'ятний знак пілота (Пруссія)
- Нагрудний знак пілота (Османська імперія)
- Балтійський хрест
- Почесний хрест ветерана війни з мечами